# 이진섭
이진섭(李眞燮, 1922년 ~ 1983년 3월)은 방송극 작가·저술가이다. 본관(本貫)은 전의(全義)이며, 병조 판서(兵曹判書)를 지낸 효익공(孝翼公) 신암(新菴) 이준민(李俊民)의 후손이다.
서울에서 태어나 서울대학교 문리대 사회학과를 수료하고, 합동통신·서울 중앙방송국·서울신문·세계통신 등에서 활약하였다. 1955년 경향신문사 조사부장·문화부장 등을 역임하였고, 1957년 안양 촬영소 전속 작가로 활약하였다. 1962년 다시 경향신문사 부국장 겸 기획위원이 되었다. 1965년 대한 공론사 편집위원을 역임하였고, 1973년 이후 KBS 심의위원으로 근무하였다. 1958년 연속 방송극 《장미빛 인생》을 써서 극작가로 등장하였고, 이어 《삭풍의 노래》, 뮤지컬 《사랑의 도표》 《8월의 노래》 《10월의 노래》 등을 발표하여 주목받았다.

## 가족 관계
- 배우자 : 박기원(1929년 ~ 2022년 4월 18일)
  - 슬하 : 이기광(아들), 이기민, 이기진, 이기영